# Yttre Vidbäcksträsket
Yttre Vidbäcksträsket är en sjö i Vindelns kommun i Västerbotten och ingår i Umeälvens huvudavrinningsområde. Sjön har en area på 0,0889 kvadratkilometer och ligger 247 meter över havet. Sjön avvattnas av vattendraget Vidbäcken.

## Delavrinningsområde
Yttre Vidbäcksträsket ingår i det delavrinningsområde (713110-166373) som SMHI kallar för Utloppet av Yttre Vidbäcksträsket. Medelhöjden är 270 meter över havet och ytan är 3,71 kvadratkilometer. Det finns ett avrinningsområde uppströms, och räknas det in blir den ackumulerade arean 16,13 kvadratkilometer. Vidbäcken som avvattnar avrinningsområdet har biflödesordning 2, vilket innebär att vattnet flödar genom totalt 2 vattendrag innan det når havet efter 105 kilometer. Avrinningsområdet består mestadels av skog (95 procent). Avrinningsområdet har 0,09 kvadratkilometer vattenytor vilket ger det en sjöprocent på 2,4 procent.